# Andrescava sturmi
Andrescava sturmi – gatunek kosarza z podrzędu Laniatores i rodziny Agoristenidae.

## Występowanie
Gatunek wykazany z Kolumbii.